# Stade d'Abidjan
L'Stade d'Abidjan és un club de futbol ivorià de la ciutat d'Abidjan.
Va ser fundat el 1936 com a ASFI Abidjan, més tard fusionat amb PIC i OC Abidjan esdevenint USF Abidjan, més tard Olympique Club Abidjan, i des de 1959 Stade d'Abidjan.

## Palmarès
- Lliga ivoriana de futbol:[3]
  - 1962, 1963, 1965, 1966, 1969, 2025
- Copa ivoriana de futbol:[4]
  - 1971, 1976, 1984, 1994
- Copa Houphouët-Boigny:[5]
  - 1985
- Lliga de Campions de la CAF: 
  - 1966
- Campionat d'Àfrica Occidental de futbol (Copa UFOA): 
  - 1977

## Jugadors destacats
- Traore Lacina
- Bernard Kouakou
- Michel Yoro Bi Tra
- Kandia Traore
- Aristide Bance
- Souleymane Youla
- Zephirin Zoko
- Jean-Jacques Tizie
- Ibrahima Bakayoko
- Sekou Drame
- Joel Tiehi
- Stephen Keshi
- Didier Otokore